# Таиров, Абдумаджид
Абдумаджид Таиров (Тоиров; 5 августа 1974) — узбекистанский футболист, защитник. Выступал за сборную Узбекистана.

## Биография
О выступлениях до 1996 года сведений нет[уточнить].
Дебютировал в высшей лиге Узбекистана в 21-летнем возрасте в 1996 году в клубе АСК (Термез), позже переименованном в «Сурхан». Провёл в этом клубе четыре сезона, сыграв 60 матчей. В 2000 году перешёл в один из сильнейших клубов страны того времени — ферганский «Нефтчи», выступал за него шесть сезонов, сыграв более 160 матчей. Становился чемпионом (2001) и четырёхкратным серебряным призёром чемпионата страны, трёхкратным финалистом Кубка Узбекистана.
В 2006 году выступал за «Тупаланг» (Сарыасия). В 2007 году перешёл в ташкентский «Курувчи» (позднее — "Бунёдкор), проводивший дебютный сезон в высшей лиге, с этим клубом стал серебряным призёром чемпионата и финалистом Кубка страны. Затем в течение нескольких лет выступал за середняков чемпионата — «АГМК» (Алмалык), «Хорезм» (Ургенч), «Андижан». В 2011—2013 годах провёл два с половиной сезона за «Навбахор» (Наманган). Часть сезона 2013 года провёл в своём бывшем клубе — ферганском «Нефтчи», но не выходил на поле.
Завершил карьеру в 40-летнем возрасте в клубе первой лиги «НБУ-Азия» (Ташкент).
Всего в высшей лиге Узбекистана сыграл 407 матчей и забил 20 голов.
1 сентября 2000 года дебютировал в национальной сборной Узбекистана в товарищеском матче против Ирака. Участник финального турнира Кубка Азии 2000 года, проходившего в Ливане, на турнире сыграл один матч. Всего провёл за сборную 4 матча, все — в сентябре-октябре 2000 года.
Принимал участие в матчах ветеранов.
По состоянию на 2021 год работал спортивным директором клуба «Сурхан». В 2021 году вместе с группой работников и игроков клуба был временно отстранён от футбола из-за инцидента, связанного с избиением футболистов команды.

## Достижения
- Чемпион Узбекистана: 2001
- Серебряный призёр чемпионата Узбекистана: 2000, 2002, 2003, 2004, 2007
- Финалист Кубка Узбекистана: 2001, 2002, 2005, 2007